# Tatort: Automord
Automord ist ein Fernsehfilm aus der Krimireihe Tatort der vom Hessischen Rundfunk (HR) produziert und am 30. November 1986 im Programm Das Erste zum ersten Mal gesendet wurde. Es handelt sich um die 187. Tatort-Folge und den zweiten Fall des Kriminalhauptkommissars Edgar Brinkmann, verkörpert durch Karl-Heinz von Hassel. Sein Assistent Robert Wegner, der zwischen 1974 und 2001 als Assistent von Konrad, Bergmann und Brinkmann in 27 Jahren von diversen Darstellern gespielt wurde, kommt diesmal nicht vor.

## Handlung
Der japanische Student Watanabe wird in Frankfurt auf offener Straße aus einem fahrenden Auto heraus ermordet. Brinkmann und sein Assistent befragen am Tatort die Passanten, diese können berichten, dass aus einem blauen Auto heraus geschossen wurde und dieses nach der Tat schnell davonfuhr. Während die Beamten ermitteln, reist der pensionierte Oberinspektor Marek aus Wien in Frankfurt an, um dort den Sohn seiner Nachbarin zu besuchen. Der bei einer Razzia am Hauptbahnhof verhaftete Klein-Dealer Paul möchte mit Brinkmann reden, er weiß angeblich etwas über den Mord am japanischen Studenten, was sich als falsch herausstellt. Paul verspricht aber, sich in der Szene umzuhören. Unterdessen bereitet sich Karl-Heinz Müller, Repräsentant einer japanischen Automobilfirma, auf die Internationale Automobilausstellung in Frankfurt vor, bei der das Oberklasse-Modell seines japanischen Konzerns vorgestellt werden soll. Der ehemalige Gangster Guido Heck checkt in dem Hotel ein, in dem Mareks Nachbarjunge arbeitet, Marek trifft Heck zufällig und spricht ihn an. Marek hatte ihn und seinen Komplizen vor Jahren wegen Bankraubs ins Gefängnis gebracht, Heck musste sieben Jahre Haft verbüßen. Bei der Verabschiedung bemerkt Marek, wie Heck einen anderen Mann trifft. Sein Komplize fragt Heck, ob es wirklich nötig war, Watanabe umzubringen. Heck versichert, dass er aus Tokio Informationen bekommen hat, dass Watanabe ihnen auf die Spur gekommen sei, deshalb habe er beseitigt werden müssen.
Brinkmann besucht die Wirtin von Watanabe, diese beschreibt ihn als ruhigen und netten Menschen. Bekannte habe er ihres Wissens keine gehabt. In der Pension treffen zufällig Brinkmann und Marek aufeinander, da Marek sich ebenfalls dort einquartiert hat. Marek informiert Brinkmann über seine Begegnung mit Heck und warnt diesen, doch Brinkmann tut Mareks daraus resultierenden Verdacht als Phantasie ab. Anita von Seilern, Hecks Schwester, ruft abends Karl-Heinz Müller an, er war der Komplize von ihr und Heck damals beim Banküberfall. Von Seilern drängt auf ein Treffen mit Müller, Müller willigt schließlich nach anfänglicher Ablehnung ein und bemerkt nicht, dass seine Frau Teile des Gesprächs mithört. Müller fährt mit von Seilern zu deren Bruder Heck. Müller bekräftigt, dass er mittlerweile seriös und nicht mehr an kriminellen Machenschaften interessiert sei. Heck will Müller ein Geschäft anbieten, doch Müller geht, ohne sich Hecks Vorschlag anzuhören. Müller erzählt am nächsten Morgen seiner Frau von dem Gespräch und seiner Vergangenheit. Heck trifft sich mit seinen Handlangern, die auch Watanabe umgebracht haben. Er meint, die undichte Stelle in seiner Bande, durch die Informationen an Watanabe geflossen sind, gefunden zu haben.
Marek besucht unterdessen mit seinem Nachbarsjungen zusammen die Automesse und entdeckt in einer Präsentationsbroschüre das Gesicht von Karl-Heinz Müller. Sofort erkennt er in diesem Hecks Komplizen von damals und schließt daraus, dass es kein Zufall ist, dass Heck sich ebenfalls in Frankfurt aufhält. Marek sucht Müller an dessen Stand auf, Müller beteuert, an keinen illegalen Geschäften mehr beteiligt zu sein. Marek erzählt ihm von seiner zufälligen Begegnung mit Heck, Müller gibt sich ahnungslos über Hecks Aufenthalt in Frankfurt. Unterdessen meldet sich bei Brinkmann ein Mann namens Watanabe, er ist zufällig mit Vor- und Nachnamen ein Namensvetter des Getöteten und gibt an, mit diesem verwechselt worden zu sein. Er ist Kommissar der japanischen Polizei und arbeitet in Tokio im Rauschgiftdezernat. Er ist hinter einem Rauschgiftring her, der Drogen von Fernost nach Deutschland schmuggelt, dreißig Kilogramm reinen Heroins wurden nach Frankfurt geschmuggelt. Kommissar Watanabe konnte in Erfahrung bringen, dass der Chef des Rings aus Hamburg stammt, das war wohl das Signal für den Mord an ihm, der das falsche Opfer getroffen hat. Der Kontakt zu seinem Informanten ist seither abgebrochen, dieser nannte sich Toni und stammte aus München, von der Statur her muss er früher Boxer gewesen sein. Im Computer der Frankfurter Polizei findet sich unter diesen Merkmalen ein Toni Kraemer, der einschlägig vorbestraft ist. Brinkmann sucht diesen auf, doch dort treffen sie auf einen Handlanger Hecks, der sich als Bruder von Kraemer ausgibt. Er kann fliehen, in der Wohnung findet Brinkmann unterdessen Kraemer erschossen auf.
Frau Müller wird unterdessen vom geflohenen Handlanger Hecks in eine Falle gelockt, entführt und als Geisel genommen. Marek hört im Radio vom Überfall auf einen Geldtransporter, sofort denkt er an Heck, dessen Schwester und Müller. Abends erzählt er Brinkmann von seinem Verdacht, doch Brinkmann tut diesen Verdacht wieder ab, obwohl Marek die Täterbeschreibung im Radio mit Heck und Müller in Einklang bringt. Marek erzählt Brinkmann auch von seiner Beobachtung im Hotel, Brinkmann verspricht Marek nunmehr, der Sache nachzugehen, obwohl er nicht überzeugt ist. Brinkmann bringt in Erfahrung, dass die Täter bereits gefasst wurden, es waren zwei junge Männer, Marek sieht ein, sich geirrt zu haben. Brinkmann sucht allerdings noch am selben Abend Heck im Hotel auf, weil Frau Müller vermisst gemeldet wurde. Brinkmann erzählt Heck vom ermordeten Kraemer und einem ermordeten japanischen Polizeibeamten. Heck ist nicht überrascht, obwohl nirgendwo davon zu lesen war, dass der ermordete Japaner Polizist gewesen sein soll, es handelt sich somit um Täterwissen, doch Heck lässt sich von Brinkmanns Bluff nicht verunsichern. Brinkmann verabschiedet sich, klärt Heck jedoch über die Verwechslung des Ermordeten durch die Mörder auf und dass der japanische Kollege ihn über den Drogenschmuggel informiert hat. Brinkmann lässt einen Beamten zur Observierung Hecks im Hotel zurück.
Als Heck das Hotel verlässt, folgen ihm Beamte, diese nehmen Hecks Fahrer und Komplizen fest. Unterdessen nimmt die Polizei erneut Paul fest, Brinkmann teilt ihm mit, dass er unter Mordverdacht stehe, weil seine Fingerabdrücke in der Wohnung von Kraemer gefunden worden seien. Paul bestreitet die Tat. Er wurde festgenommen, als er Marek ein Tütchen mit Drogen zugesteckt hatte. Brinkmann hält Mareks Tarnung als Lockvogel aufrecht und nimmt beide fest. Unterdessen wird Frau Müller von Hecks Schwester von Seilern gefangen gehalten. Von Seilern sagt Frau Müller zu, dass ihr nichts passieren werde, wenn ihr Mann alle Anweisungen befolgen würde. Heck ruft Müller an und fordert ihn auf, zu tun was er von ihm verlange, sonst sterbe seine Frau. Der verhaftete Komplize von Heck wird zu Paul und Marek in die Zelle gesperrt. Paul erzählt Marek, von dem er nicht weiß, dass er pensionierter Polizist ist und dem er deshalb vertraut, dass er Kraemer belauscht hat und dass dieser an der Planung eines großen Coups beteiligt war. Hecks Komplize erkennt in Marek den pensionierten Polizisten aus dem Hotel wieder und greift ihn an. Brinkmann geht dazwischen und holt Marek aus der Zelle. Marek hat von Paul nur „irgendetwas von einem Präsidenten“ erfahren. In der Nacht trifft sich Müller notgedrungen mit Heck, Müller soll ihm den Prototyp des japanischen Oberklassewagens „President“ aushändigen. Müller ist dazu bereit, doch das Gebäude ist von der Polizei umstellt. Heck nimmt Müller als Geisel, doch muss vor der Übermacht der Polizei schließlich kapitulieren. Im Futter des Prototyps des Wagens entdeckt Brinkmann das Heroin, er erkennt, dass Marek recht gehabt hat. Brinkmanns Assistent bemerkt, dass dies das „teuerste Auto der Welt“ sei.

## Rezeption

### Einschaltquoten
Die Erstausstrahlung von Automord am 30. November 1986 erreichte für Das Erste einen Marktanteil von 51,0 Prozent und wurde in Deutschland von 19,97 Millionen Zuschauern gesehen.

### Hintergrund
Automord wurde zwischen dem 29. Juli und 15. September 1985 in Frankfurt/Main gedreht. Das Drehbuch schrieb der als Gastkommissar in Rente auftretende Fritz Eckhardt, der zwischen 1971 und 1983 in insgesamt 13 Tatort-Folgen als Hauptermittler Oberinspektor Marek in Wien ermittelte.

## Kritik
TV Spielfilm bewertete den Film und das Zusammenspiel der beiden Tatort-Kollegen mittelmäßig und urteilte: „Biederes Stelldichein Hessen/Österreich“.